# Ешь, молись, люби
«Ешь, молись, люби» (англ. Eat, Pray, Love) — художественный фильм Райана Мёрфи, экранизация одноимённого автобиографического произведения Элизабет Гилберт с Джулией Робертс в главной роли.

## Сюжет
У Элизабет Гилберт было всё, о чём может мечтать современная женщина:  муж, дом, успешная карьера. Однако, как и многие другие, она чувствовала себя потерянной, сбитой с толку и стремилась найти то, что действительно принесёт ей счастье.
Испытывая необъяснимое несчастье и тревогу после восьми лет брака, Элизабет больше не хотела оставаться замужем. Её муж Стивен не понимал причин её решения, но с трудом согласился на развод. В этот период у неё завязывается короткий роман с Дэвидом, молодым актёром.
Оказавшись разведённой и стоящей на жизненном перепутье, Элизабет решает выйти из зоны комфорта, рискуя всем, чтобы изменить свою жизнь.  Она отправляется в путешествие, которое включает три этапа: Италию, Индию и Бали. Во время своих странствий она открывает для себя истинное удовольствие от еды, наслаждаясь пастой и мороженым на протяжении четырёх месяцев в Италии. Новая подруга-шведка знакомит ее с частным преподавателем итальянского языка, и вместе они празднуют День благодарения.  Однако после этого Элизабет чувствует себя опустошённой и подавленной.
Затем она отправляется в ашрам в Индии, где познаёт силу молитвы. Помимо участия в массовых молитвенных сессиях, посвящённых их гуру, ей поручают мытьё полов. Ричард, один из её новых знакомых, держит её в напряжении, но при этом поддерживает. Когда он решает двигаться дальше, Элизабет переводят на работу по приветствию и ориентации новых посетителей ашрама.
Чувствуя себя более сосредоточенной, Элизабет переезжает на Бали. Спустя год после первой встречи она вновь видится с Кетуту, местным целителем. Он дает ей различные задания. Однажды, катаясь на велосипеде, она падает и получает рану на ноге. Её отправляют в деревню Вайан, чтобы помочь с лечением. Там она знакомится с бразильянкой по имени Армения, которая уговаривает её вернуться в деревню той же ночью для участия в танцах в пляжной хижине.
На танцах к Элизабет подходит Фелипе, извиняясь за то, что чуть не сбил её своим джипом. Армения пытается свести её с молодым человеком по имени Йен, но Элизабет не хочет новых мимолётных романов. Фелипе предлагает подвезти её домой. Несколько часов спустя он возвращается с лекарством от похмелья и оставляет ей свой номер телефона.
Они начинают встречаться, и через две недели Элизабет обращается к своим друзьям с просьбой помочь собрать деньги на строительство дома для жителей деревни Вайан. Ей удаётся собрать более 18 000 долларов. Когда Фелипе предлагает провести вместе несколько дней, Элизабет впадает в панику и разрывает с ним отношения.
Решив, что её время на Бали подошло к концу, Элизабет собирается уезжать. Перед отъездом она заходит попрощаться с Кетуту. Он советует ей принять любовь, а не убегать от неё. Элизабет прислушивается к его словам, находит Фелипе и признаётся ему в своих чувствах. В этот момент она наконец обретает внутренний покой и равновесие, которые приносит настоящая любовь.

## В ролях
| Актёр           | Роль             |
| --------------- | ---------------- |
| Джулия Робертс  | Элизабет Гилберт |
| Хавьер Бардем   | Фелипе           |
| Билли Крудап    | Стивен           |
| Ричард Дженкинс | Ричард           |
| Виола Дэвис     | Делия            |
| Джеймс Франко   | Дэвид            |
| Кристин Хаким   | Вайан            |
| Софи Томпсон    | Корелия          |
| Тува Новотны    | Софи             |

## Саундтрек
| №   | Название                                  | Автор(ы)                                | Длительность |
| --- | ----------------------------------------- | --------------------------------------- | ------------ |
| 1.  | «Samba De Bencao»                         | Bebel Gilberto                          | 4:47         |
| 2.  | «Attraversiamo»                           | Dario Marianelli                        | 5:35         |
| 3.  | «Better Days»                             | Eddie Vedder                            | 4:11         |
| 4.  | «The Long Road»                           | Eddie Vedder with Nusrat Fateh Ali Khan | 5:31         |
| 5.  | «Last Tango in Paris (Suite Pt. 2)»       | Gato Barbieri                           | 1:26         |
| 6.  | «Wave»                                    | Joao Gilberto                           | 4:42         |
| 7.  | «S Wonderful»                             | Joao Gilberto                           | 4:10         |
| 8.  | «Flight Attendant»                        | Josh Rouse                              | 4:48         |
| 9.  | «Got to Give It Up (Part 1)»              | Marvin Gaye                             | 4:04         |
| 10. | «Heart of Gold»                           | Neil Young                              | 3:09         |
| 11. | «Harvest Moon»                            | Neil Young                              | 4:59         |
| 12. | «Thank You (Falettinme Be Mice Elf Agin)» | Sly & the Family Stone                  | 4:50         |
| 13. | «Kaliyugavaradana»                        | U. Srinivas                             | 4:41         |
| 14. | «Der Holle Rache Kocht in Meinem Herzen»  | Wiener Philmarmoniker                   | 2:54         |

## Съёмки
Съёмки фильма начались в августе 2009 года и проводились в Нью-Йорке, Риме, Неаполе, Патауди и на Бали.
Гонорар Джулии Робертс за участие в фильме составил $ 10 миллионов.

## Приём
Фильм дебютировал на 2-м месте после «Неудержимых» с 23 104 523 долларами. Это был самый высокий дебют в прокате с Робертс в главной роли со времен фильма «Любимцы Америки» в 2001 году. За первые десять дней проката выручка выросла в общей сложности до 47,2 миллиона долларов. Фильм, снятый с бюджетом в 60 миллионов долларов, собрал в прокате 80 574 382 доллара в Соединенных Штатах и Канаде и собрал в общей сложности 204 594 016 долларов по всему миру.

## Критика
На сайте Rotten Tomatoes фильм получил рейтинг одобрения 36%, основанный на 207 отзывах со средним рейтингом 5.20/10. Консенсус критиков сайта гласит: На пейзаж приятно смотреть, а Джулия Робертс такая же яркая, как всегда, но без духовной и эмоциональной наполненности книги. 
Питер Брэдшоу из The Guardian дал фильму 1 звезду из 5 и написал в своем обзоре: 
Сижу, смотрю, стону. Зеваю, ерзаю, потягиваюсь. Ем Сникерс, молюсь о конце ужасного фильма об эмоциональном росте Джулии Робертс. Радуюсь тому факту, что этот фильм не может длиться вечно. Вздрагиваю, грежу наяву, хмурюсь. Возмущаюсь сценарием, возмущаюсь актерской игрой, возмущаюсь дурацкой трехсторонней структурой. Стискиваю зубы, сжимаю кулаки, сосредотачиваюсь на сюжете. Беспокойная путешественница Джулия находит удовлетворение в экзотической иностранной кухне, экзотической иностранной религии, сексе с экзотическим иностранцем Хавьером Бардемом. Фильму покровительствуют итальянцы, индийцы, индонезийцы. Джулия находит духовность, отвергает крысиные бега, дает балийскому психотерапевту 16 тысяч на покупку дома. Балийский терапевт благодарен и скромен. Вздох, моргание, шмыганье носом. Проверяю часы, стону, падаю.
Уэсли Моррис из The Boston Globe дал фильму 3 звезды из 4, написав: 
Это романтическая комедия? Или мелодрама? По правде говоря, это ни то, ни другое. Это просто фильм про Джулию Робертс.
Кинокритик San Francisco Chronicle Мик Ласалль в целом положительно отозвался о фильме и похвалил чувствительную и со вкусом подобранную режиссуру Мерфи, поскольку она находит способ осветить и усилить мысли и эмоции Гилберт, которые занимают центральное место в истории. Негативные отзывы также оставили издания The Chicago Reader и Rolling Stone.

Корреспондент Би-би-си Марк Кермоуд поместил фильм на 4-е место в своем списке худших фильмов года, сказав: 
Ешь, молись, люби... блевотина. Фильм с посланием о том, что научиться любить себя — это величайшая любовь из всех, хотя я думаю, что люди, снявшие этот фильм, любят себя слишком сильно.
Фильм получил в целом негативные отзывы в итальянской прессе.